# ツトム・オースギ
ツトム・オースギ（1985年1月10日 - ）は、日本の男性プロレスラー。本名：大椙 努（おおすぎ つとむ）。兵庫県三木市出身。血液型B型。

## 経歴
父親が録画した深夜のテレビ中継を見てプロレスファンとなる。全日本プロレスが好きで、そのころ1番好きだった選手は小橋建太だった。
1999年7月11日、闘龍門JAPANワールド記念ホール大会を観戦した際に、パンフレットに載っていたドラゴン・キッドのプロフィールを見て身長が自分と変わらなかったことを知り、プロレスラーになることを志す。
2003年4月、高校卒業と同時に闘龍門の13期生として入門。半年間は基本的に基礎体力をつけることに専念して半年後にメキシコに渡り、ウルティモ・ドラゴンからルチャリブレを学んだ。
2004年5月16日、リングネームとスタイルをミラノコレクションA.T.のミニ版「ミラニートコレクションa.t.」となり、メキシコのアレナ・コリセオにて対千賀達人戦にてデビュー。
2005年7月19日、後楽園ホール大会で行われたDragondoorの旗揚げ戦で日本初上陸を果たした。その後、Dragondoorが解散したため、プロレスリングElDoradoに参加する。
2007年11月16日、新宿FACE大会においてヘラクレスオオ千賀との女性ダンサー争奪マッチに敗れる。12月29日、後楽園ホール大会でミラノコレクションA.T.に敗れてミラニート・コレクションa.t.を封印すると共に右手首を骨折して欠場に追い込まれた。
2008年4月24日、後楽園ホール大会で復帰してツトム・オースギと改名すると共にヘラクレス千賀とタッグチーム「SOS（Speed of Sounds）」を結成。11月25日、新宿FACE大会でUWA世界タッグ王座を初獲得。この頃から大日本プロレスにも参戦している。
2008年12月、ElDoradoの解散後は親会社ソウルコネクションの所属となる。
2009年、SOSに大鷲透を加えたユニット「鷲OS」を結成して自主興行「紅白プロレス合戦」を開催することを発表。11月、ソウルコネクションの解散により、フリーとなる。
2013年11月、大日本プロレスの大日本最侠タッグリーグ戦にSOSで参加して準優勝。

### みちのくプロレス
精霊（レイ）
森林の精霊をモチーフにした日本の覆面レスラー。
試合開始前には客席へグッズ販売などして子供に人気を博している。コスチュームのカラーは白や黒など多彩で現在はアニメ「新世紀エヴァンゲリオン」に登場する汎用人型決戦兵器（ロボット）「初号機」のカラーになっている。
初登場後、Ken45°に目を付けられて「負けたら軍団Ken入りマッチ」を組まれて軍団Kenに強制加入させられる。その際にコスチュームが白から黒へ変色してしまう。連携という名の暴行（Kenにビンタをされた挙句相手に投げつけられる）を受けて心に傷を負ったのか挙動不審なキャラクターになってしまった。しかし、Ken曰く「かわいい感じで人気を取ろうとしている計算」とのことである。やがてKenの裏切りによって軍団Kenは解散して正規軍に復帰。
めどち
河童をモチーフにした日本の覆面レスラー。

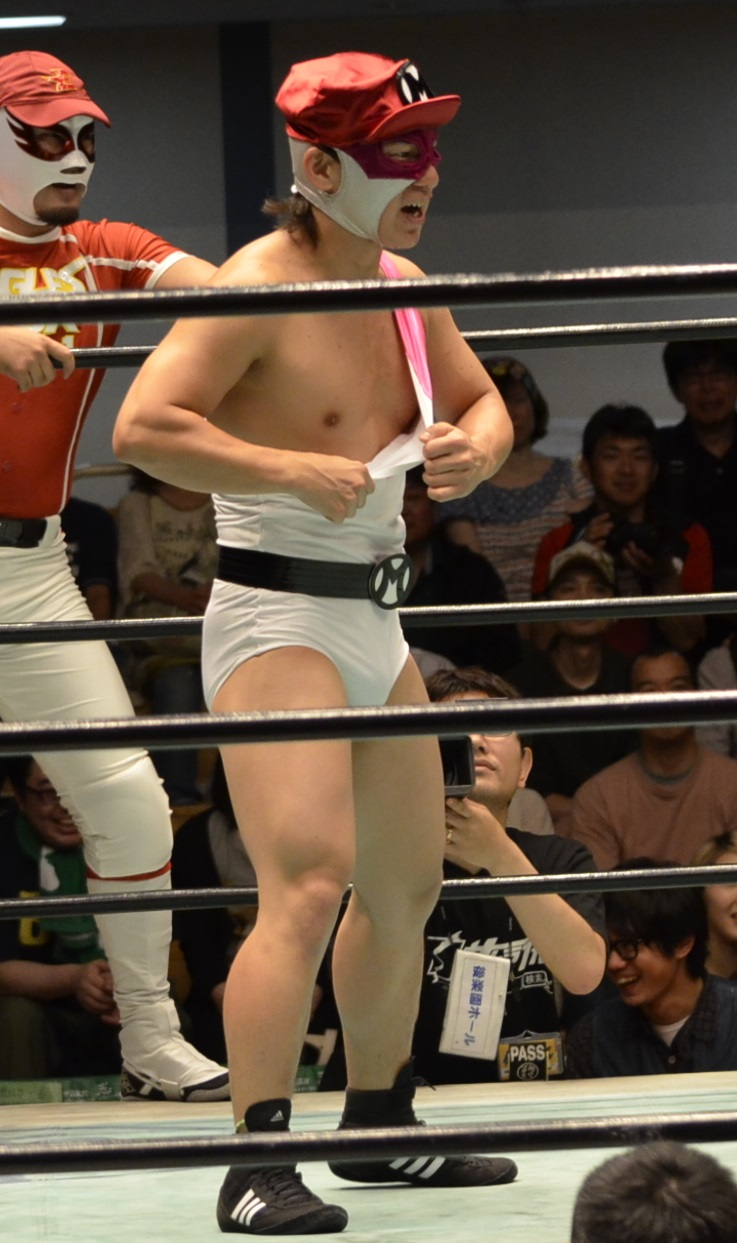
ヤッペーマン2号
ヤッターマンをモチーフにした日本の覆面レスラー。
2009年3月14日、みちのくプロレス矢巾町民総合体育館大会でヤッペーマン1号と共にデビュー。
2014年2月15日、みちのくプロレス新木場1stRING大会で正体を明かした。

## 得意技
ツトム・オースギ
- ツキノイシ
- ヒノハカマ
- トラースキック

ミラニートコレクションa.t.
- a.t.ロック
- ナターレビアンコ
- トラースキック

精霊（レイ）
- フェアリーオイントメント
- フェアリーリング
- パトラ
- ジオラ
- トラースキック

ヤッペーマン2号
- セパタクロー
- トラースキック

## タイトル歴
- UWA世界タッグ王座
- 東北タッグ王座
- みちのくふたり旅優勝
- 千葉6人タッグ王座
- GWC認定6人タッグ王座
- TTT認定インディー統一無差別級王座
- TTT認定インディー統一タッグ王座
- TTT認定インディー統一6人タッグ王座
- IRON FIST TAG王座
- 板橋タッグ王座